# Topolino e il bel gagà
Topolino e il bel gagà (Mr. Slicker and the Egg Robbers) è la terza storia a fumetti di Topolino della Walt Disney, realizzata da Floyd Gottfredson, Earl Duvall e Hardie Gramatky, pubblicata in strisce giornaliere sui quotidiani statunitensi dal 22 settembre al 26 dicembre 1930. In Italia è apparsa per la prima volta sui numeri 23 e 25 dell'albo Nel regno di Topolino, datati 1º settembre e 1º ottobre 1936.
Di ambientazione rurale, come tutte le prime avventure di Topolino, è una delle pochissime storie Disney a fumetti in cui sono presenti riferimenti alla famiglia di origine dei personaggi: in particolare qui vengono mostrati i genitori di Minni (una coppia di modesti contadini) e parte della sua parentela. Minni vive con la sua famiglia.

## Trama
Topolino si ritrova a contendere l'amore della sua amata, Minni, con un personaggio molto particolare: Felice il bel gagà (in originale Mr. Slicker).
Proprio a causa di questa sfida amorosa, nella quale sembra prevalere il rivale di Topolino, quest'ultimo tenta più volte il suicidio, salvandosi o tirandosi indietro sempre all'ultimo minuto. Ma per puro caso si scoprirà che, sotto l'apparenza dandy, Felice in realtà è un ladro capo di una banda responsabile dei furti di denaro alla banca di Topolinia e di uova nel pollaio del signor Tognone, padre di Minni, il quale, vedendosi rovinato, è costretto ad acconsentire alle nozze della figlia con Felice che è riuscito ad accusare dei furti lo stesso Topolino. Ma per fortuna questi, resosi "latitante" ed alleatosi di nascosto con la stessa banda di Felice, riesce a smascherarlo sull'altare e a farlo imprigionare.